# Tinea belonota
Tinea belonota is een vlinder uit de familie van de echte motten (Tineidae). De wetenschappelijke naam van de soort werd in 1888 gepubliceerd door Edward Meyrick.